# Pumpspeicherkraftwerk Siah Bisheh
Das Pumpspeicherkraftwerk Siah Bisheh, auch Siah Bishe und Siyahbisheh geschrieben, ist ein zwischen 2013 und 2015 in Betrieb genommenes Pumpspeicherkraftwerk im iranischen Elburs-Gebirge. Es befindet sich nahe dem Ort Siah Bisheh und 48 km südlich von Tschalus in der Provinz Mazandaran. Das Kraftwerk wird zur Stromerzeugung während Perioden hoher Energienachfrage (Spitzenlastkraftwerk) in der 60 km südlich gelegenen Hauptstadt Teheran genutzt. Die installierte Generatorleistung beträgt 1040 MW und die Pumpleistung 940 MW.

## Geschichte
Die Planung für das Projekt begann in den 1970ern und der Bau 1985. Er wurde zwischen 1992 und 2001 verzögert und war im April 2012 zu 90 Prozent fertig. Das Ober- und Unterbecken wurden 2013 aufgestaut. Das Kraftwerk wird das erste Pumpspeicherkraftwerk im Iran sein und wird auch die ersten CFR-Dämme des Landes haben (beide Absperrbauwerke am Ober- und Unterbecken).

## Planung und Betrieb
Das Kraftwerk wird mit einem Oberbecken und einem Unterbecken betrieben, zwischen denen ein Kraftwerk steht, das entweder Wasser vom unteren in das obere pumpt, das dort gespeichert wird, oder es wird Wasser vom oberen in das untere Becken abgelassen, um Strom zu erzeugen. Gepumpt wird nachts in Zeiten niedriger Nachfrage und billiger Elektrizität und Strom wird in Zeiten hoher Nachfrage und teurer Elektrizität während der Tagesstunden erzeugt. Dieser Prozess wird nach Bedarf gesteuert.
Das obere und das untere Becken werden beide von einem CFR-Staudamm gebildet. Der Fluss Tschalus hat hier einen durchschnittlichen Abfluss von 67,1 m³/s. Der obere Damm ist 82,5 m hoch und 436 m lang. Er besteht aus 1,55 Millionen m³ Schüttmaterial und ist an der Dammkrone 12 m breit, an der Basis 280 m. Der Speicherraum ist 4,34422 Millionen m³ groß, davon 3,5 Millionen m³ Nutzraum und eine Wasseroberfläche von 141 Hektar. Der Stausee-Wasserspiegel liegt auf 2406,5 m über dem Meer, und das Einzugsgebiet ist 19,3 ha groß.
Der untere Staudamm ist der größere von den beiden; er wird 102 m hoch und 332 m lang. Er wird aus 2.300.000 m³ Schüttmaterial bestehen, ist an der Dammkrone 12 m breit und an der Basis 360 m. Sein Staubecken wird ein Speichervolumen von 6.874.709 m³ haben (von denen 3.600.000 m³ Nutzraum sind) und eine Wasseroberfläche von 141 ha. Beide Dämme werden mit einer Hochwasserentlastung mit Schussrinne ausgestattet. Die des oberen Damms wird eine maximale Abfuhrleistung von 203 m³/s haben und die untere 198,25 m³/s. Die normale Wasserspiegelhöhe des Oberbeckens liegt auf 2406,5 m sein und die des Unterbeckens auf 1905,4 m, was eine hydraulische Fallhöhe zwischen 520,8 und 470,8 m ermöglicht (netto 504 m).
Vom oberen Reservoir gehen zwei Stollen mit 5,7 m Durchmesser aus. Sie sind bis zum Wasserschloss 2225 m (links) bzw. 2185 m (rechts) lang. Von dort geht es durch 680 m lange Druckstollen zum Kraftwerk, das nahe beim unteren Becken steht. Dort teilt sich jeder Druckstollen noch einmal, um die vier Francis-Turbinen und Pumpgeneratoren zu versorgen. Die Pumpgeneratoren haben eine Generatorleistung von 260 MW und eine Pumpleistung von 235 MW. Die Turbinen arbeiten jeweils mit einem Durchfluss von 65 m³/s. Der erzeugte Strom wird von Transformatoren in eine Spannung von 400 kV umgewandelt. Vom Kraftwerk fließt das Wasser durch zwei Tunnel (197 m und 159 m lang) in das Unterbecken. Beim Pumpbetrieb pumpen die Maschinen das Wasser durch dieselben Leitungen nach oben. Jede Pumpe fördert dabei 50 m³/s.
Die Gesamtkosten wurden auf umgerechnet 380 Millionen US-$ geschätzt.